# Vice-président de la république de Bulgarie
Le vice-président de la république de Bulgarie est le deuxième personnage politique de la république de Bulgarie.

## Historique
La fonction est créée le 1er août 1990 avant d'être définitivement instituée dans la Constitution de 1991.
Il s'agit du seul poste de vice-président dans l'Union européenne (le poste de vice-président de la république de Chypre étant vacant depuis 1974, date de l'invasion turque du nord de l'île).

## Élection
Le vice-président de la République est élu au suffrage universel direct en même temps que le président.

## Fonctions
Les compétences politiques et institutionnelles de sa fonction sont régies, parallèlement à celle de président de la République, par le chapitre IV de la Constitution bulgare du 13 juillet 1991.

## Liste
- 1er août 1990	- 22 janvier 1992 : Atanas Semerdjiev (élu par le Parlement)
- 22 janvier 1992 - 6 juillet 1993 : Blaga Dimitrova
- 6 juillet 1993 - 22 janvier 1997 : vacant
- 22 janvier 1997 - 22 janvier 2002	: Todor Kavaldjiev
- 22 janvier 2002 - 22 janvier 2012	 : Angel Marin
- 22 janvier 2012 -	22 janvier 2017 : Margarita Popova
- Depuis le	22 janvier 2017 : Iliana Iotova

## Sources

## Compléments